# Detained (Star Trek: Enterprise)
Detained is de twintigste aflevering van de serie Star Trek: Enterprise van 97 in totaal. 

## Verloop van de aflevering in hoofdlijnen
Kapitein Jonathan Archer en vaandrig Travis Mayweather van de USS Enterprise worden wakker in een gevangenis. Het blijkt dat ze met hun shuttle te dicht bij militaire installaties van Tandaranen (een buitenaards ras) waren gekomen, en zijn opgepakt. Echter blijkt dat hun medegevangenen onschuldige Suliban zijn, die worden vastgehouden, omdat een klein deel van hun gemeenschap onderdeel uitmaakt van de Cabal, een organisatie die opdrachten uit de toekomst krijgt en waarvan de leden verregaande genetische modificatie ondergaan.
De kapitein is begaan met het lot van de Suliban, en besluit hen te bevrijden uit het kamp, met de hulp van de Enterprise. Uiteindelijk lukt dit, waarna hij zich afvraagt hoe het met de ex-gevangenen zal aflopen.

## Acteurs

### Hoofdrollen
- Scott Bakula als kapitein Jonathan Archer
- John Billingsley als dr. Phlox
- Jolene Blalock als overste T'Pol
- Dominic Keating als luitenant Malcolm Reed
- Anthony Montgomery als vaandrig Travis Mayweather
- Linda Park als vaandrig Hoshi Sato
- Connor Trinneer als overste Charles "Trip" Tucker III

### Gastacteurs
- Dennis Christopher als Danik
- Christopher Shea als Sajen
- David Kagen als Klev
- Jessica D. Stone als Narra
- Dean Stockwell als Grat

### Bijrollen

#### Bijrollen die vermeld zijn in de aftiteling
- Wilda Taylor als een Sulibaanse vrouw

#### Bijrollen die niet in de aftiteling vermeld zijn
- Vince Deadrick junior als een Tandaraanse cipier
- Shawna Engert als een Sulibaans kind
- Evan English als bemanningslid Tanner
- Hilde Garcia als bemanningslid Rossi (in een verwijderde scène)
- Billy Hamilton als een Sulibaanse gevangene
- Trey King als een Sulibaanse gevangene
- Dan McCann als een Tandaraanse cipier
- Laura Renault als een Sulibaanse vrouw
- Cynthia Uhrich als een bemanningslid van de Enterprise
- Mark Watson als een bemanningslid van de Enterprise

### Stuntmannen en stuntdubbels
Dan Barringer als stuntdubbel voor David Kagen 

### Stand-ins
- June Jordan als stand-in voor Sulibaanse kinderen
- Michael Muñoz als stand-in voor Sulibaanse kinderen
- Sienna Spencer als stand-in voor Jessica D. Stone